# José Acevedo Gómez

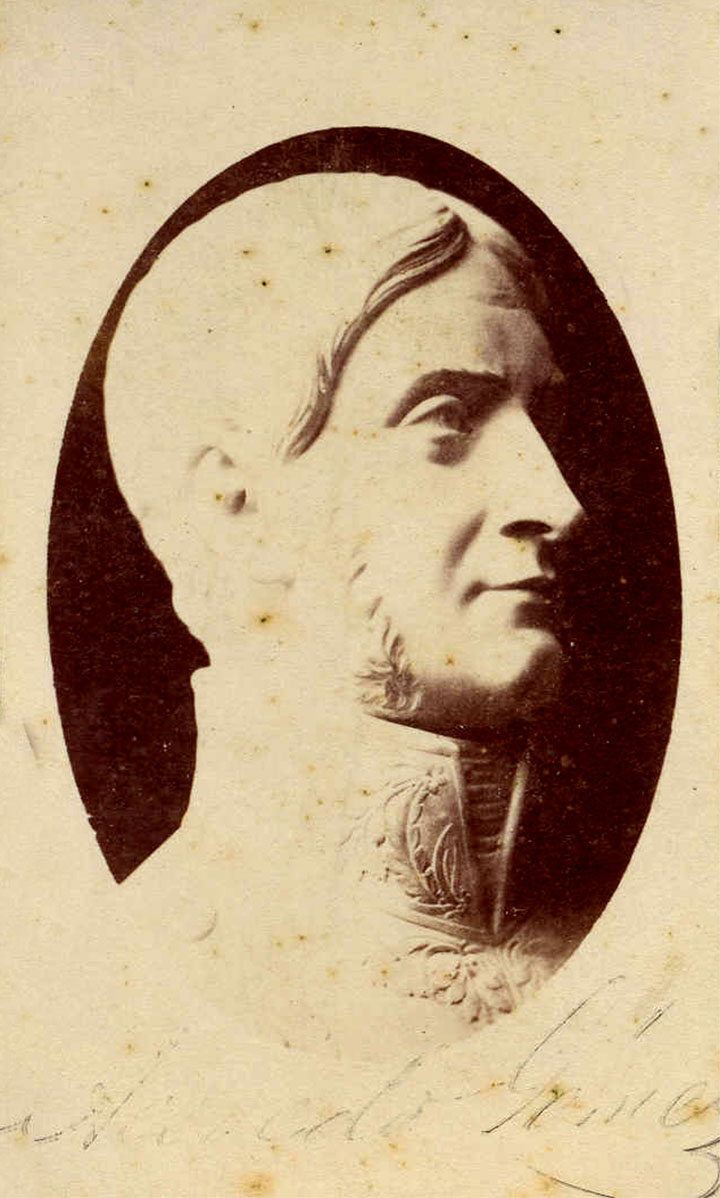
Imatge de José Acevedo Gómez.

José Acevedo Gómez fou un pròcer de la independència nacional colombiana; el seu lloc de naixement no està definit, s'especula que fos Monguí (departament de Boyacá) o Charalá (Santander), en tot cas se suposa que va ser el 1773. Va seguir estudis en el Col·legi del Rosario de Bogotà, interrompent-los en la seva joventut per dedicar-se al comerç. No obstant això, va enriquir la seva formació llegint als autors clàssics i als filòsofs liberals del segle xviii.
En 1808, va ser nomenat Regidor Perpetu del Cabildo de Santa Fe, destacant per la seva capacitat organitzativa i els seus dots d'orador; El mateix any Espanya va ser envaïda pels francesos, i Acevedo va participar en el jurament de fidelitat al rei Ferran VII aquest any, però també va declarar la necessitat de formar una Junta de Govern. Durant 1809, es va involucrar en les conspiracions que buscaven deposar el virrei Amat i Borbó, per formar un govern independent.
José Acevedo Gómez va tenir una enorme participació en els successos del 20 de juliol de 1810, dels que va ser l'ideòleg. Les seves arengues són memorables, va ser qui va fer l'acta de la independència; Acevedo va participar en les rebel·lions independentistes de Cundinamarca i Tunja. Però quan les forces del general espanyol Pablo Morillo van recuperar gran part de Nova Granada, Acevedo va haver de refugiar-se en la selva del Territori del Caquetá. Aquí va emmalaltir i va morir al maig de 1817, en el Municipi de Belén de los Andaquíes.
Va escalar diverses posicions polítiques fins a arribar a ser Regidor Perpetu del Cabildo de Santa Fe en 1808. Des de 1809 va començar a interessar-se per les naixents propostes d'emancipació de les colònies americanes i decidí començar a organitzar reunions al costat d'altres intel·lectuals i dirigents de la ciutat que van culminar amb el crit d'Independència del 20 de juliol de 1810; quan les revoltes de carrer van començar i es podien tornar caòtiques i ineficaces, els líders de l'oligarquia criolla van proclamar a Acevedo el seu tribu, per la seva intel·ligència i la seva excel·lent oratòria, i es va dirigir a la multitud concentrada a la plaça central de la ciutat en un discurs que va avivar la necessitat d'aprofitar el moment per organitzar-se com a govern autònom del que són recordades la seva famoses paraules:
"Santaferencs: Si deixeu perdre aquests moments d'efervescència i calor, si deixeu escapar aquesta ocasió única i febril, abans de dotze hores sereu tractats com sediciosos; veureu els grills, els calabossos i les cadenes que us esperen." Volia dir amb això que no deixessin perdre aquesta oportunitat.